# Ganso Emden

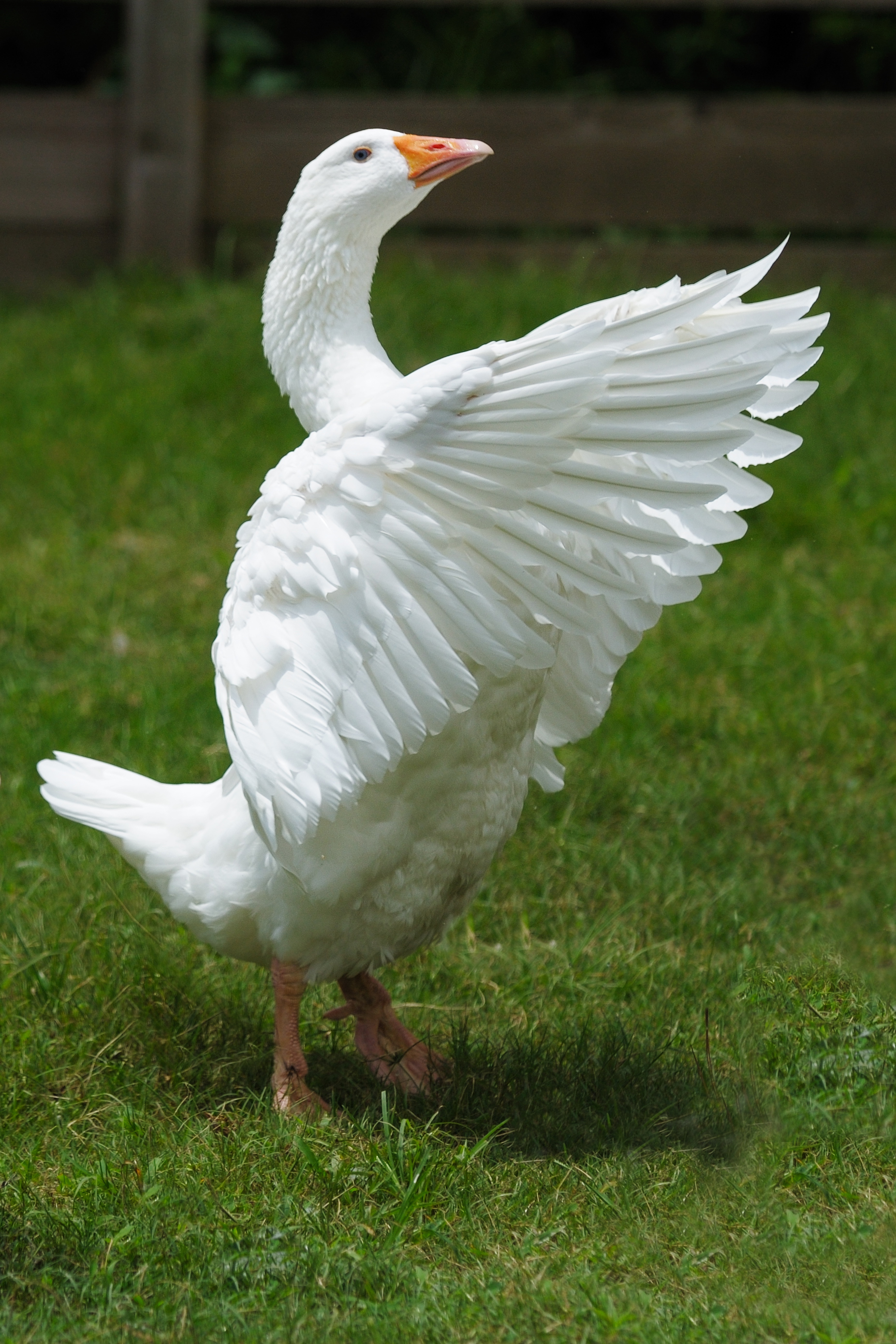
Un ganso de Emden en el zoológico de Birmingham.

El Emden o Embden es una raza alemana de gansos domésticos. Lleva el nombre de la ciudad de Emden en el noroeste de Alemania.

## Historia
El Emden es la raza de ganso más antigua del área que ahora es Alemania, y se cree que sus orígenes se remontan al siglo XIII. Deriva de los grandes gansos blancos tradicionales de la región de Frisia Oriental, en el noroeste de Alemania; estos tenían un cuello largo y curvo, por lo que a veces se los conocía como Schwanengans o "gansos cisne". La raza moderna se estableció a finales del siglo XIX.
En 2016, la población reproductora en Alemania constaba de 238 hembras y 132 machos.  En 2020, el estado de conservación del Emdener se incluyó en la Lista Roja de la Sociedad alemana para la Conservación de Razas Antiguas y Amenazadas de Animales Domésticos en su Categoría II, "gravemente en peligro".

## Características

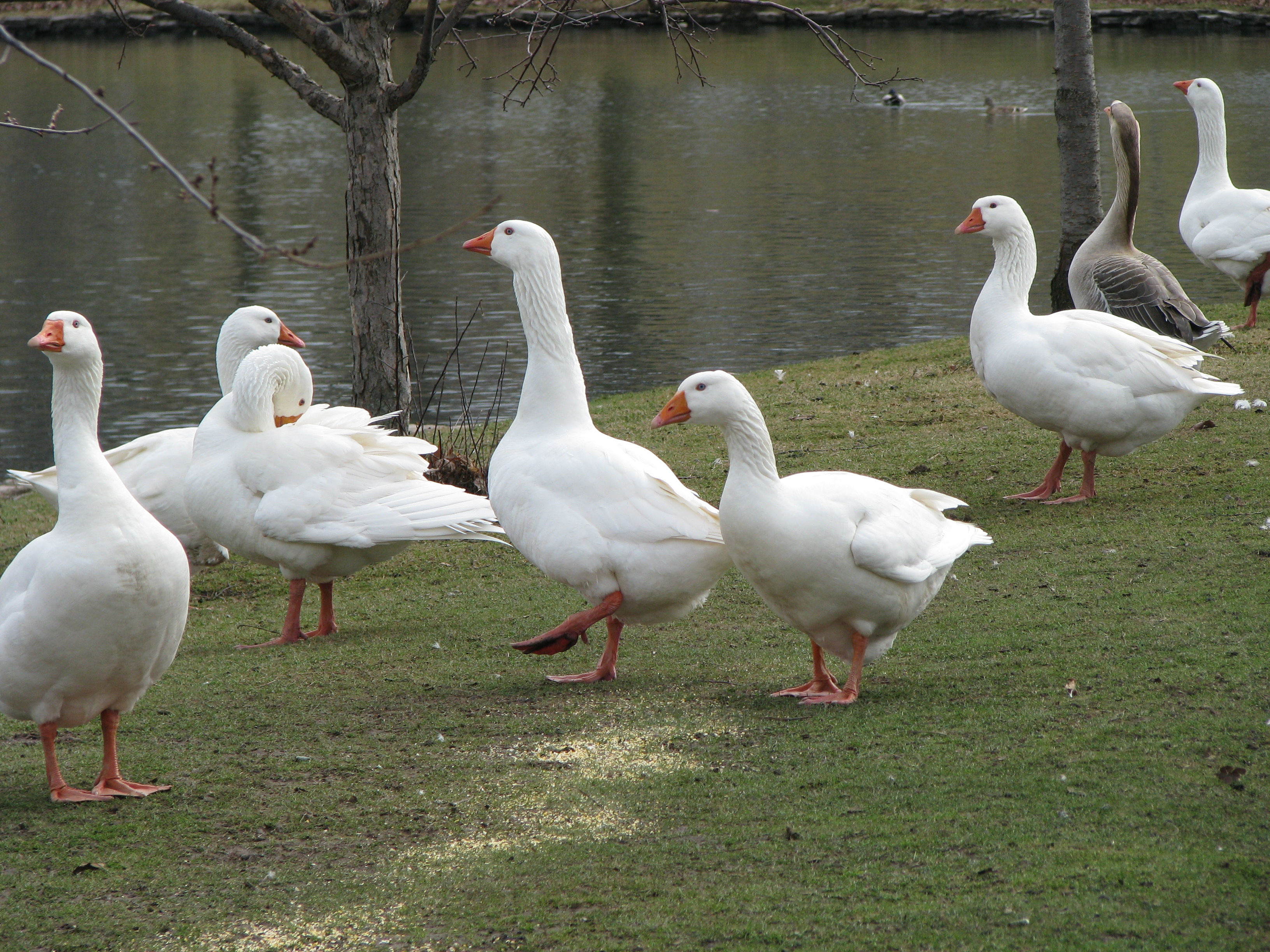
Una bandada de gansos de Emden.

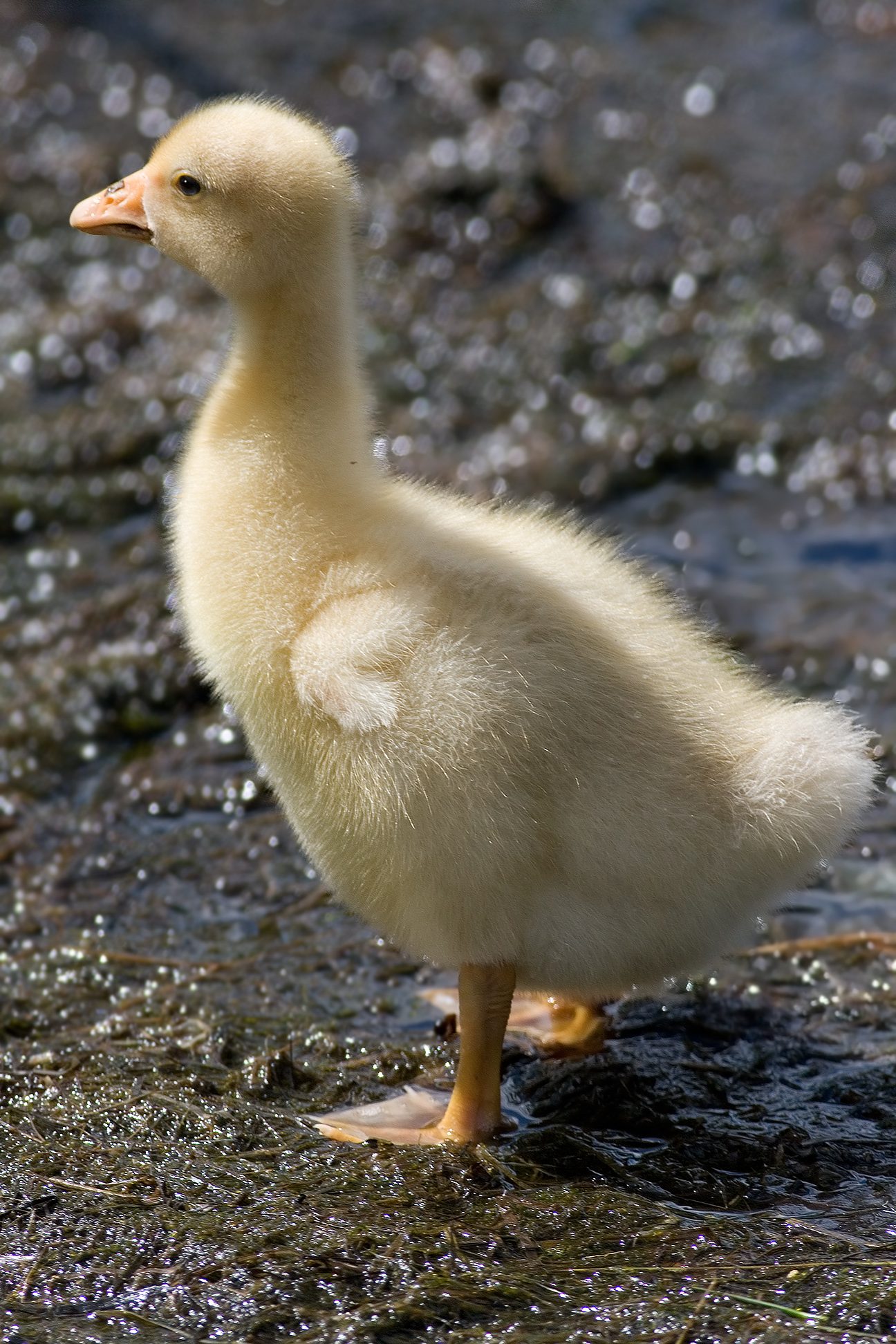
Gansarino emden

El Emden es la raza de ganso más pesada de Alemania: los gansos pueden pesar hasta 12 kg y alcanzar una altura de un metro.

## Uso
El Emden puede utilizarse para consumir su carne o para producir huevos; la carne es de buena calidad. Los gansos pueden poner entre 50 y 60 huevos al año, con un peso medio de unos 170 g.